# Vassílios Yóyakas
Vassílios Yóyakas (en grec Βασίλειος Νικολάου Γιόγιακας), né le 16 août 1966, est un homme politique grec.

## Biographie
Aux élections législatives grecques de janvier 2015, il est élu député au Parlement grec sur la liste de la Nouvelle Démocratie dans la circonscription de la Thesprotie.